# Meridià 70 a l'oest
El meridià 70 a l'oest de Greenwich és una línia de longitud que s'estén des del pol Nord travessant l'oceà Àrtic, Groenlàndia, Amèrica del Sud, l'oceà Atlàntic, l'oceà Antàrtic, i l'Antàrtida fins al pol Sud.
El meridià 70 a l'oest forma un cercle màxim amb el meridià 110 a l'est. Com tots els altres meridians, la seva longitud correspon a una semicircumferència terrestre, uns 20.003,932 km. Al nivell de l'Equador, és a una distància del meridià de Greenwich de 7.792 km.

## De Pol a Pol
Començant en el pol Nord i dirigint-se cap al pol Sud, aquest meridià travessa:
| Coordenades                             | País, territori o mar | Notes |
| --------------------------------------- | --------------------- | --- |
| 90° 0′ N, 70° 0′ O / 90.000°N,70.000°O  | Oceà Àrtic            | |
| 83° 7′ N, 70° 0′ O / 83.117°N,70.000°O  | Canadà                | Nunavut — Ellesmere |
| 80° 14′ N, 70° 0′ O / 80.233°N,70.000°O | Estret de Nares       | |
| 78° 47′ N, 70° 0′ O / 78.783°N,70.000°O | Groenlàndia           | Continent, Illa Saunders i illa Wolstenholme |
| 76° 24′ N, 70° 0′ O / 76.400°N,70.000°O | Badia de Baffin       | |
| 70° 51′ N, 70° 0′ O / 70.850°N,70.000°O | Canadà                | Nunavut — Illa de Baffin |
| 62° 45′ N, 70° 0′ O / 62.750°N,70.000°O | Estret de Hudson      | |
| 62° 34′ N, 70° 0′ O / 62.567°N,70.000°O | Canadà                | Nunavut — Illa High Bluff |
| 62° 33′ N, 70° 0′ O / 62.550°N,70.000°O | Estret de Hudson      | |
| 61° 1′ N, 70° 0′ O / 61.017°N,70.000°O  | Canadà                | Nunavut — Illa Diana |
| 60° 57′ N, 70° 0′ O / 60.950°N,70.000°O | Badia de Diana        | |
| 60° 50′ N, 70° 0′ O / 60.833°N,70.000°O | Canadà                | Quebec |
| 47° 42′ N, 70° 0′ O / 47.700°N,70.000°O | Riu Sant Llorenç      | |
| 47° 30′ N, 70° 0′ O / 47.500°N,70.000°O | Canadà                | Quebec |
| 46° 40′ N, 70° 0′ O / 46.667°N,70.000°O | Estats Units          | Maine |
| 43° 43′ N, 70° 0′ O / 43.717°N,70.000°O | Oceà Atlàntic         | Golf de Maine |
| 41° 58′ N, 70° 0′ O / 41.967°N,70.000°O | Estats Units          | Massachusetts – Cap Cod i illa Monomoy |
| 41° 33′ N, 70° 0′ O / 41.550°N,70.000°O | Oceà Atlàntic         | Nantucket Sound |
| 41° 19′ N, 70° 0′ O / 41.317°N,70.000°O | Estats Units          | Massachusetts – Nantucket (Massachusetts) |
| 41° 14′ N, 70° 0′ O / 41.233°N,70.000°O | Oceà Atlàntic         | |
| 19° 41′ N, 70° 0′ O / 19.683°N,70.000°O | República Dominicana  | Illa Hispaniola passa a l'oest de Santo Domingo (a 18° 29′ N, 69° 54′ O / 18.483°N,69.900°O)                                                          |
| 18° 25′ N, 70° 0′ O / 18.417°N,70.000°O | Mar Carib             | |
| 12° 35′ N, 70° 0′ O / 12.583°N,70.000°O | Aruba                 | |
| 12° 28′ N, 70° 0′ O / 12.467°N,70.000°O | Mar Carib             | |
| 12° 11′ N, 70° 0′ O / 12.183°N,70.000°O | Veneçuela             | |
| 6° 53′ N, 70° 0′ O / 6.883°N,70.000°O   | Colòmbia              | |
| 0° 3′ N, 70° 0′ O / 0.050°N,70.000°O    | Brasil                | Amazonas |
| 0° 12′ S, 70° 0′ O / 0.200°S,70.000°O   | Colòmbia              | |
| 4° 10′ S, 70° 0′ O / 4.167°S,70.000°O   | Perú                  | Departament de Loreto – per uns 16 km |
| 4° 9′ N, 70° 0′ O / 4.150°N,70.000°O    | Brasil                | Amazonas Acre — des de 8° 20′ S, 70° 0′ O / 8.333°S,70.000°O                                                                                          |
| 10° 58′ S, 70° 0′ O / 10.967°S,70.000°O | Perú                  | Regió de Madre de Dios Regió de Puno – des de 13° 9′ S, 70° 0′ O / 13.150°S,70.000°O) Regió de Tacna – des de 17° 7′ S, 70° 0′ O / 17.117°S,70.000°O) |
| 18° 16′ S, 70° 0′ O / 18.267°S,70.000°O | Xile                  | |
| 29° 19′ S, 70° 0′ O / 29.317°S,70.000°O | Argentina             | Per uns 8 km |
| 29° 24′ S, 70° 0′ O / 29.400°S,70.000°O | Xile                  | |
| 30° 23′ S, 70° 0′ O / 30.383°S,70.000°O | Argentina             | |
| 32° 52′ S, 70° 0′ O / 32.867°S,70.000°O | Xile                  | Per uns 8 km |
| 32° 56′ S, 70° 0′ O / 32.933°S,70.000°O | Argentina             | |
| 33° 16′ S, 70° 0′ O / 33.267°S,70.000°O | Xile                  | |
| 34° 17′ S, 70° 0′ O / 34.283°S,70.000°O | Argentina             | |
| 52° 0′ S, 70° 0′ O / 52.000°S,70.000°O  | Xile                  | |
| 52° 33′ S, 70° 0′ O / 52.550°S,70.000°O | Estret de Magallanes  | |
| 52° 50′ S, 70° 0′ O / 52.833°S,70.000°O | Xile                  | Illa Gran de Tierra del Fuego, illa Thompson, illa Waterman i illa Hoste                                                                              |
| 55° 22′ S, 70° 0′ O / 55.367°S,70.000°O | Oceà Pacífic          | |
| 60° 0′ S, 70° 0′ O / 60.000°S,70.000°O  | Oceà Antàrtic         | |
| 69° 17′ S, 70° 0′ O / 69.283°S,70.000°O | Antàrtida             | Illa d'Alexandre I i continent, reclamat per Antàrtida Argentina, Argentina, Territori Antàrtic Xilè, Xile i Territori Antàrtic Britànic, Regne Unit  |